# Devadurga
Devadurga là một thị xã panchayat của quận Raichur thuộc bang Karnataka, Ấn Độ.

## Nhân khẩu
Theo điều tra dân số năm 2001 của Ấn Độ, Devadurga có dân số 21.992 người. Phái nam chiếm 51% tổng số dân và phái nữ chiếm 49%. Devadurga có tỷ lệ 43% biết đọc biết viết, thấp hơn tỷ lệ trung bình toàn quốc là 59,5%: tỷ lệ cho phái nam là 50%, và tỷ lệ cho phái nữ là 36%. Tại Devadurga, 17% dân số nhỏ hơn 6 tuổi.